# Sùng Hầu Hổ
Sùng Hầu Hổ là một quân vương nước Sùng.

## Lịch sử
Sùng Hầu Hổ (崇侯虎) là biệt hiệu, nguyên danh ông là Sùng A Hổ (崇阿虎). Hành trạng ông được chép sớm nhất trong Sử ký, thiên Ân bản kỷ. Từ trung đại trung kỳ, Sùng Hầu Hổ trở thành một nhân vật trong tạp kịch và các huyền tích dân gian có yếu tố Đạo giáo, nhưng mãi tới sơ kỳ triều Thanh mới có trứ tác Phong thần diễn nghĩa của tác gia Hứa Trọng Lâm thể hiện phong phú nhất hình tượng này.
Dật sự
Thời Ân Trụ nhà Thương, Sùng A Hổ được phong hầu tước, cho nên mới có biệt danh Hầu Hổ, từ đấy họ Sùng đời đời được coi là trọng thần nhà Thương.
Theo Thuyết uyển thời Tây Hán, Trụ Vương bắt đầu xa lánh chư hầu, đắm chìm trong tửu sắc khiến Chu Văn Vương dấy binh khởi nghĩa ở Tây Kỳ. Sùng Hầu Hổ được lĩnh ấn tiên phong đi dẹp họ Châu, nhưng vì chủ quan khinh địch nên đại bại. Văn Vương thừa cơ đó tiến vào nước Sùng đồ sát, bỏ độc giếng khơi khiến Sùng Hầu Hổ phải đầu hàng. Số phận ông ra sao không rõ, tuy nhiên, khi Chu Vũ Vương dựng nghiệp đã mượn cớ Sùng quốc không hẳn thần phục để tru diệt, chiếm đất ấy lập Phong Kinh làm đô thành.
Dã sử
Trong Phong thần diễn nghĩa, Hoàng Phi Hổ cùng anh em Sùng Hầu Hổ Sùng Hắc Hổ là tam vị danh tướng nhà Thương, Trụ Vương nhờ thế càng càn rỡ xa xỉ, bỏ mặc dân chúng điêu linh và Đát Kỷ lộng hành.
Tây Bá hầu Cơ Xương bao phen đánh không lại Sùng Hầu Hổ, phải rút về Tây Kỳ. Trong thời hạn 7 năm bị giam lỏng ở Triều Ca, ông thường bấm quẻ làm vui và cũng để biết cơ vận của mình. Khi thời hạn ấy hết, ông nhờ sức thần mà vượt ải Sùng Hầu Hổ về với ban quân khanh tướng.
Khi thừa tướng Khương Tử Nha vâng mệnh Tây Bá hầu ra quân dấy nghĩa, toàn quân thua liểng xiểng. Ông bèn sai người tâm phúc tới bản doanh tướng Sùng Hắc Hổ tỏ rõ thiệt hơn. Hắc Hổ động lòng, bèn hợp mưu với đại tướng Chu quốc giả vờ đánh thua, rồi bất ngờ đánh úp doanh trại anh mình. Sùng Hắc Hổ thét lính bắt trói bào huynh Sùng Hầu Hổ cùng vợ con áp giải về Tây Kỳ.
Thừa tướng Khương Tử Nha bèn thảo hịch vạch những tội ác tày giời của Sùng Hầu Hổ ở Triều Ca cũng như ngoài cõi, rồi hạ lệnh xử quyết ông cùng con trai, riêng phu nhân và con gái được tha về giữ hương hỏa.

## Văn hóa
Hình tượng Sùng Hầu Hổ thường được gán cho ý nghĩa "ngu trung", thể hiện là một võ tướng cầm chùy cưỡi sư tử vàng.

## Liên kết
1. ↑  《史记·殷本纪》载"西伯昌闻之，窃叹。崇侯虎知之，以告纣，纣囚西伯羑里"。
2. ↑  《说苑·指武篇》：文王将欲伐崇，先宣言曰："余闻崇侯虎蔑侮父兄，不敬长老，听狱不中，分财不均。百姓力尽，不得衣食，余将来征之，唯为民。"乃伐崇，令毋杀人，毋坏室，毋填井，毋伐树木，毋动六畜，有不如令者，死无赦。"崇人闻之，因请降。

- Thông tin Bách Khoa Bách Độ